# Tricking (arte marziale)

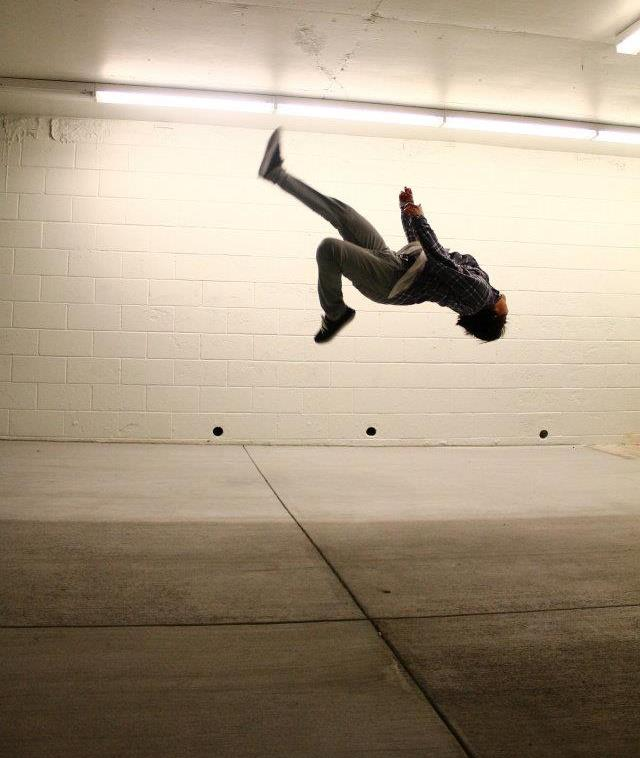
Julian Biu è un vietnamita famoso per l'uso del kung fu. In questa foto sta eseguendo un sorprendente Flashkick

Il martial arts tricking, conosciuto più semplicemente come tricking, è una disciplina d'allenamento che combina calci provenienti dalle arti marziali con salti e avvitamenti della ginnastica artistica, così come include anche molti movimenti e stili provenienti dalla break dance e dalla capoeira. Essa mira a raggiungere un aspetto estetico spettacolare, utilizzando quelle combinazioni tra i vari stili sopra citati che vengono altrimenti chiamati con l'abbreviativo di "tricks". Coloro i quali praticano il tricking vengono spesso chiamati trickers o tricksters, e possono venire da un background come le arti marziali o le discipline viste in precedenza. Esempi di tecniche del tricking includono movimenti quali il Flashkick, il Butterfly Twist e il Double Leg.
Per comodità i nomi dei singoli tricks non vengono tradotti nelle varie lingue ma tengono il loro nome proveniente dalla lingua inglese per una semplicità d'uso e riconoscimento a livello mondiale.

## Storia

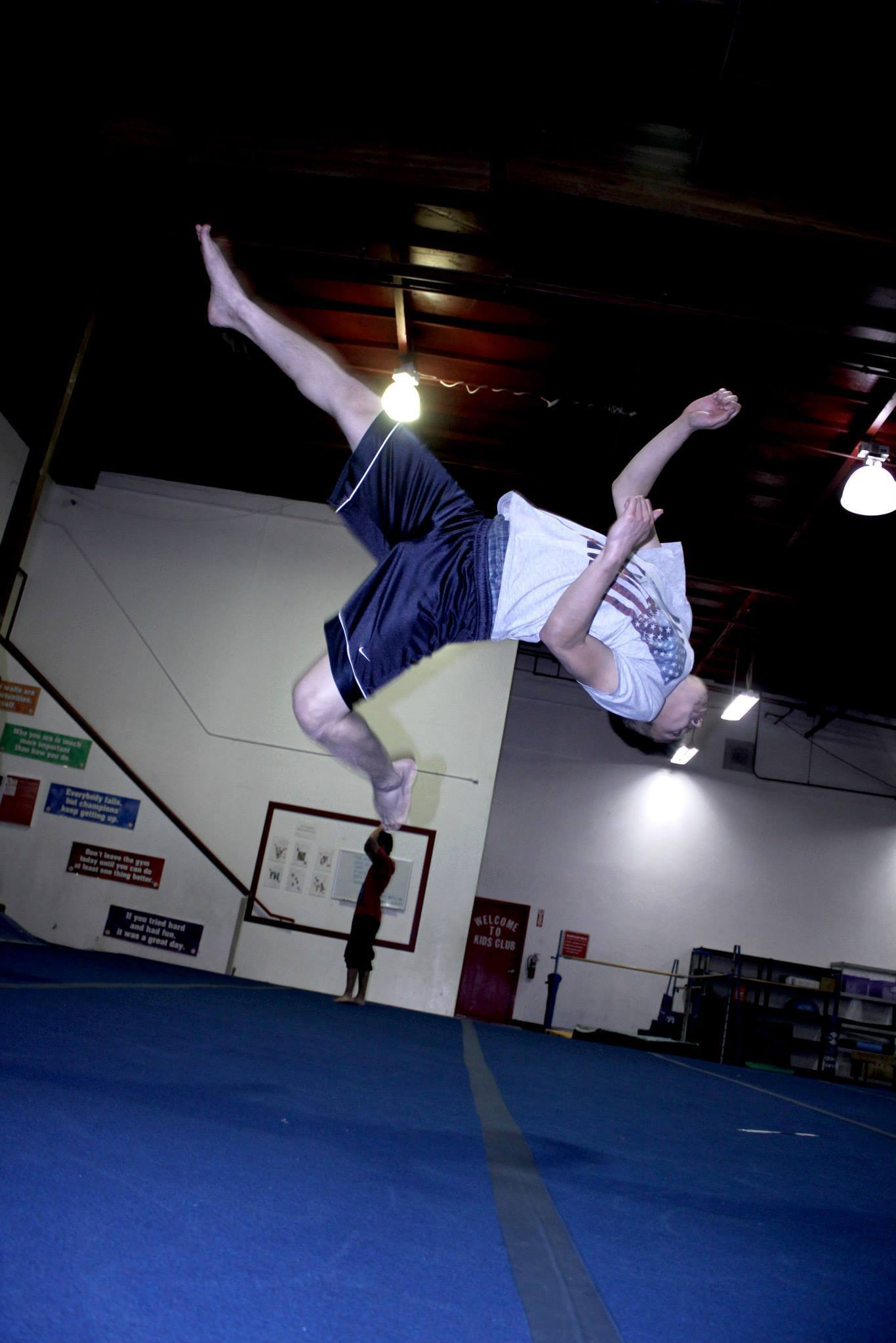
Julian Bui nell'esecuzione di un Flashkick

Ci fu una tendenza a esibire tecniche sempre più spettacolari e complesse nelle arti marziali durante il periodo che seguì gli anni 1960, anticipando quello che oggi conosciamo come tricking. Specialmente nel taekwondo, ci fu un incremento esponenziale a livello di performance in ambito di giri, salti e calci volanti sviluppatosi durante la metà del 1960 con l'introduzione delle competizioni internazionali.
L'attuale sport conosciuto come tricking è un fenomeno che si è diffuso grazie al web, emerso nei primi anni del 2000. Le arti marziali estreme possono ritenersi come veri e propri precursori di questo sport, iniziando a farsi vedere nei vari tornei di arti marziali negli anni 1990 e nell'inizio del 2000. Nel tardo 2003, la comunità online di tricking era già ormai ben sviluppata, portando con sé trickers provenienti da ogni parte del mondo. Con il successo di YouTube, i trickers poterono condividere i loro video con gli altri, e la disciplina stessa ebbe un incremento esponenziale sia a livello di fama, sia per popolarità e interesse. Fino agli inizi del 2008, il tricking ha ricevuto un'ampia pubblicità e popolarità presso il grande pubblico grazie agli sforzi dei team più famosi.

## Progressione
A differenza di altri sport più affermati, il tricking non ha regole formali o federazioni sportive finalizzate a regolamentare lo sport. In senso stretto, i partecipanti sono liberi di eseguire qualsiasi tipo di movimento sensazionale e chiamarlo 'trick' - anche se esistono certi tipi di mosse generalmente considerate come mosse di tricking. Alcuni praticanti (specialmente coloro che scoprono il tricking attraverso Internet) tendono a imparare prima le mosse più facili (come il 540 kick, l'aerial, la kip-up, e il backflip) e provano a migliorare gradualmente con trick sempre più difficili. Tuttavia, la difficoltà di un trick varia da persona a persona; alcuni trick possono risultare inspiegabilmente più facili o più difficili da imparare a seconda del tricker.
I tricker si possono dividere in diverse categorie di stile: alcuni preferiscono eseguire principalmente trick di arti marziali (che quasi sempre includono calci), altri perlopiù sono freestyler o usano salti provenienti dalla ginnastica artistica (principalmente si basano sulla combinazione di differenti tipi di rotazioni e torsioni), ma la maggior parte dei tricker unisce mosse da entrambe le discipline. I tricker si allenano regolarmente per essere in grado di eseguire trick in qualsiasi momento.

## Allenamento
Per via dello stato relativamente "underground" del tricking, l'allenamento specializzato e il coaching per l'attività sono quasi inesistenti. Alcuni praticanti provengono da contesti di arti marziali e ginnastica, tuttavia la maggior parte dei tricker è autodidatta. Oltre che dalle arti marziali e dalla ginnastica, i tricker di solito imparano da amici o da altri individui più esperti. Molti tricker, che non possono imparare nel proprio ambiente, si allenano semplicemente replicando mosse viste su Internet. Una pratica sempre più comune nella comunità di tricking è quella di formare "squadre" tra amici, Questi gruppi servono non solo a come forma di auto-incoraggiamento per i singoli, ma anche a costruire un'identità e credibilità nella comunità di tricking. Allo stesso modo, gli apprendisti cercano aiuto da altri centri di tricking e da raduni che espongono i tricker ad altri individui più esperti. Negli ultimi anni, il tricking ha ricevuto una notevole esposizione al punto che alcune scuole di arti marziali e di ginnastica nelle grandi città hanno aperto classi apposite.
I praticanti solitamente eseguono la maggior parte dei trick su erba o su pedane pliometriche di ginnastica artistica. Vengono utilizzati materassini di gomma piuma per gli arrivi, trampolini o basi elastiche cirolari per imparare nuove mosse in ambienti sicuri. Oltre alla pratica delle mosse, molti tricker migliorano la propria forma fisica per accompagnare gli allenamenti. Un'abilità reciprocamente comune tra molti tricker è il condizionamento del corpo e l'allenamento della forza, dato che molti movimenti dell'attività richiedono molta forza. La formazione di flessibilità dinamica e statica è anche comunemente praticata dai tricker a causa dell'alta gamma di movimenti che molti trick richiedono.

## Raduni
Fin dagli inizi, i raduni sono sempre stati parte integrante della comunità di tricking. Organizzati da tricker, solitamente attraverso forum online o social network, i raduni sono un'opportunità per i tricker di esibire i propri stili e di chiedere consigli ad altri tricker. I raduni solitamente hanno una o più sessioni di allenamento, in cui una scuola di ginnastica viene affittata apposta per il raduno.
Inoltre, vi sono anche i mini-raduni (anche conosciuti come seminari/sessioni o gathering) che solitamente hanno luogo in campi erbosi o palestre attrezzate. Paragonati ai raduni normali dove i tricker di tutto il mondo partecipano, i mini-raduni generalmente attraggono i tricker del posto a una sessione da un giorno. Questo a sua volta permette ai tricker del posto di incontrarsi, esibirsi insieme, rafforzare il tricking nelle proprie comunità, e aiutarne la diffusione nella propria area.
In particolare, la costa occidentale degli Stati Uniti ha una delle più famose comunità di tricker, stabilita principalmente a Los Angeles, in California.

## Team tricking
I tricker non si limitano a formare team per fare pratica e allenarsi tutti insieme, ma spesso si esibiscono anche insieme. Molte squadre preparano coreografie che poi esibiscono agli eventi. Oltre che a promuovere le proprie squadre, serve anche a far conoscere il tricking al resto del mondo. Alcuni tricker scelgono di mettersi in coppia con altri tricker nelle competizioni, e si esibiscono.

## Esposizione mediatica
Fin dal suo aumento di popolarità, il tricking è stato presentato in vari media.
- Anis Cheurfa, un tricker francese professionista, interpretava l'antagonista mascherato Rinzler nel film del 2010 Tron: Legacy, utilizzando il tricking in battaglia.
- Jacob Pinto, il tre volte campione del Red Bull Tricking Champion, è apparso in televisione, film e pubblicità come al Best Time Ever with Neil Patrick Harris, Blackish e The Voice con CeeLo Green.
- Arrow, serie TV della DC Comics, mostra scene di combattimento da parte dell'attrice Caity Lotz, che interpreta Sara Lance nella serie.
- Daredevil, la serie TV della Marvel, mostra scene di combattimento che incorporano il tricking così come molte altre arti marziali.

## Artisti e cantanti
Il tricking appare spesso in spettacoli di musica e coreografie da palcoscenico. La Warner Bros. ha presentato del tricking nel video "Symptoms" degli Atlas Genius con Jacob Pinto. In più, JYP Entertainment include del tricking nella canzone di esordio "Girls Girls Girls" della boy band coreana GOT7.